# Kozulka sosnówka
Kozulka sosnówka (Pogonocherus fasciculatus) – gatunek chrząszcza z rodziny kózkowatych i podrodziny zgrzypikowych. Zamieszkuje palearktyczną Eurazję od Półwyspu Iberyjskiego po Kamczatkę i Wyspy Japońskie.

## Taksonomia
Gatunek ten opisany został po raz pierwszy w 1775 roku przez Charlesa De Geera pod nazwą Cerambyx fasciculatus. Wyróżnia się w jego obrębie dwa podgatunki:
- Pogonocherus fasciculatus fasciculatus (De Geer, 1775)
- Pogonocherus fasciculatus hondoensis Ohbayashi, 1963

## Morfologia

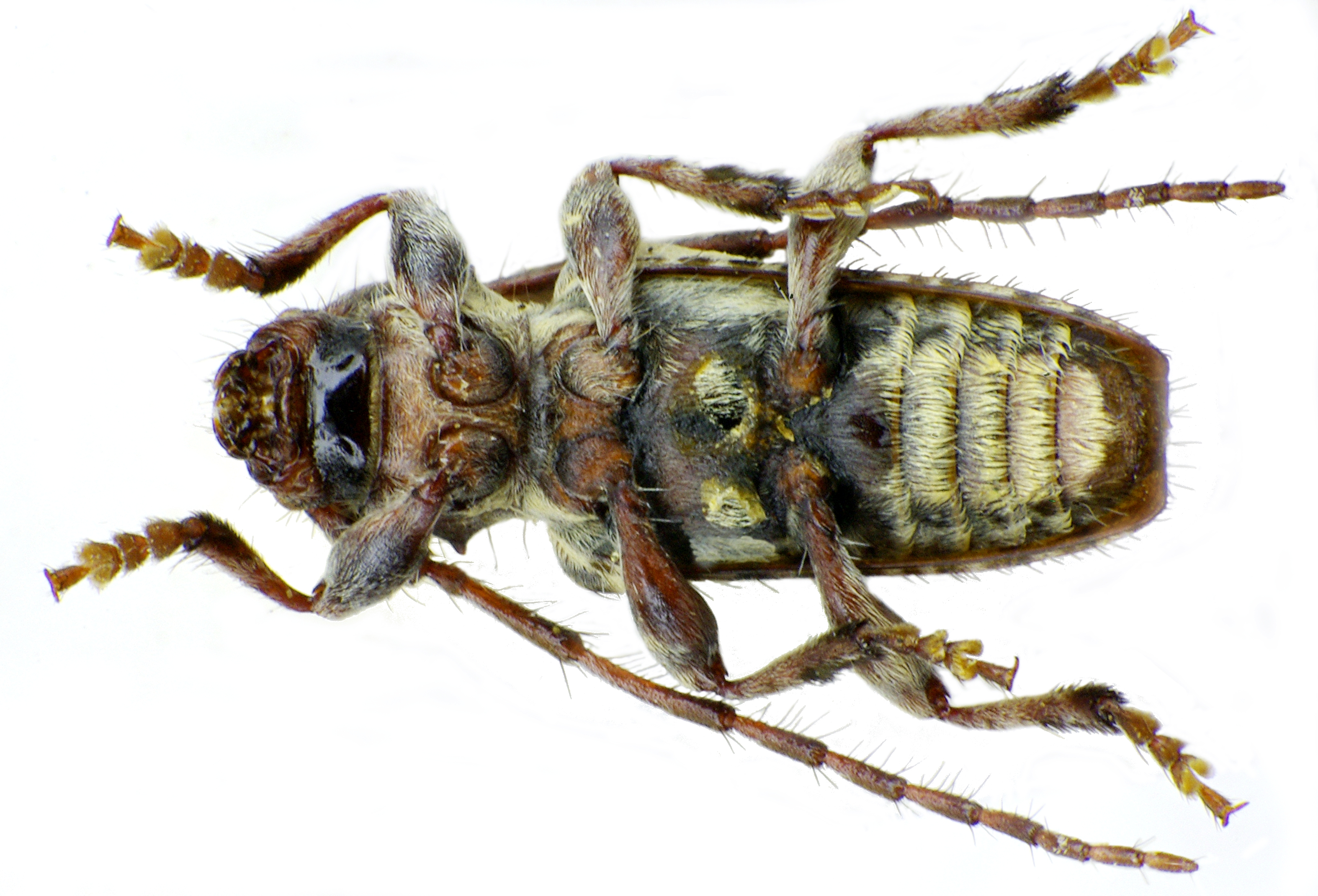
Widok od spodu

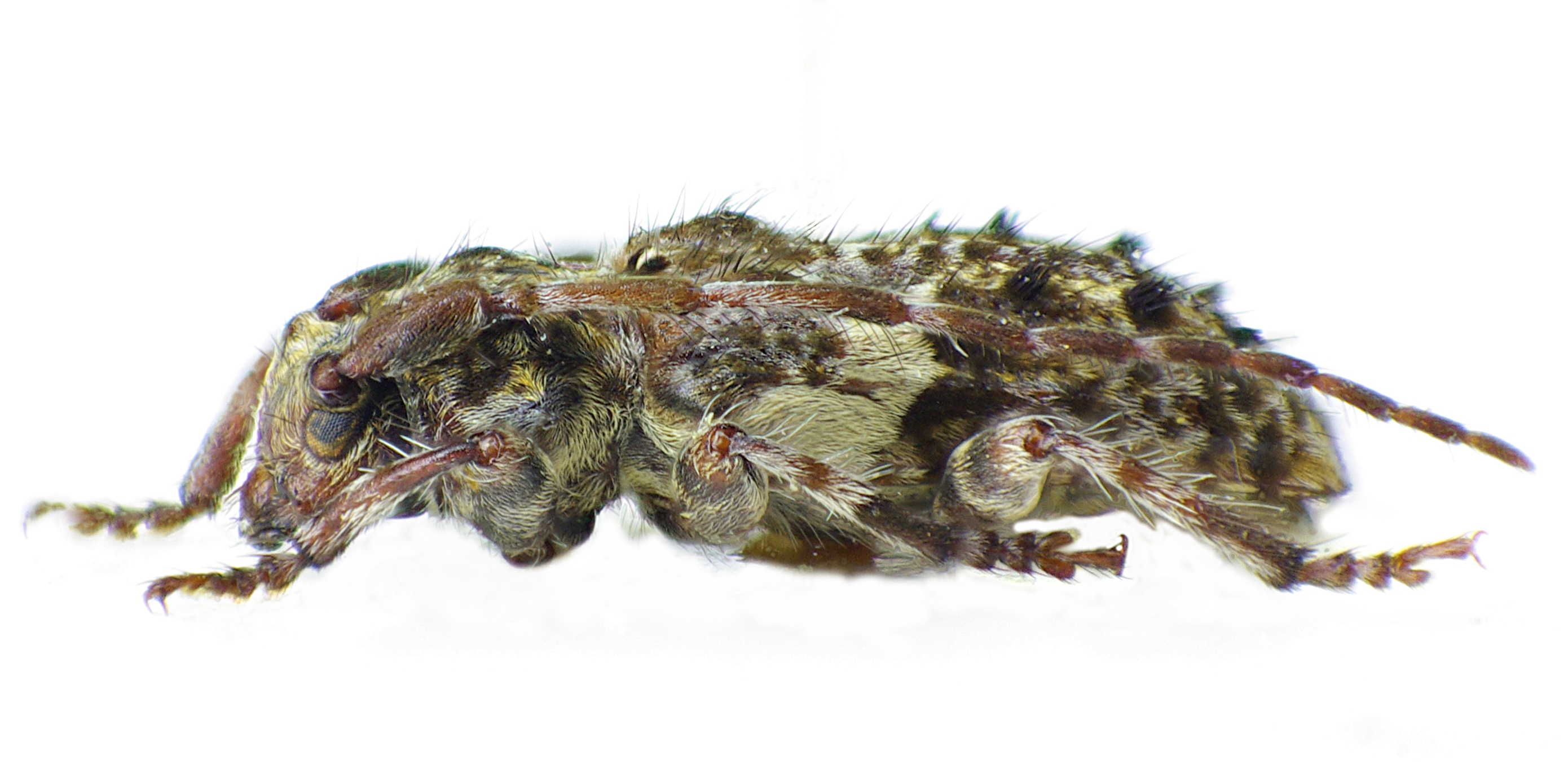
Widok z boku

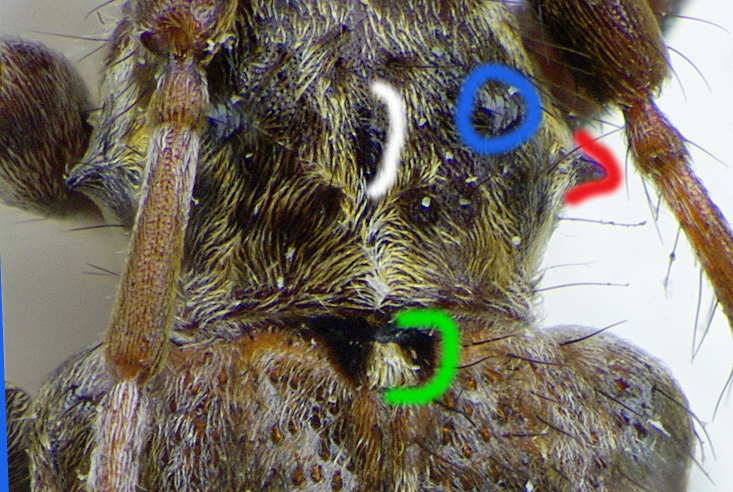
Wierzch tułowia. Biały: naga linia środkowa przedplecza, niebieski: guzek przedplecza, czerwony: wyrostek boczny przedplecza, zielony: dwubarwna tarczka

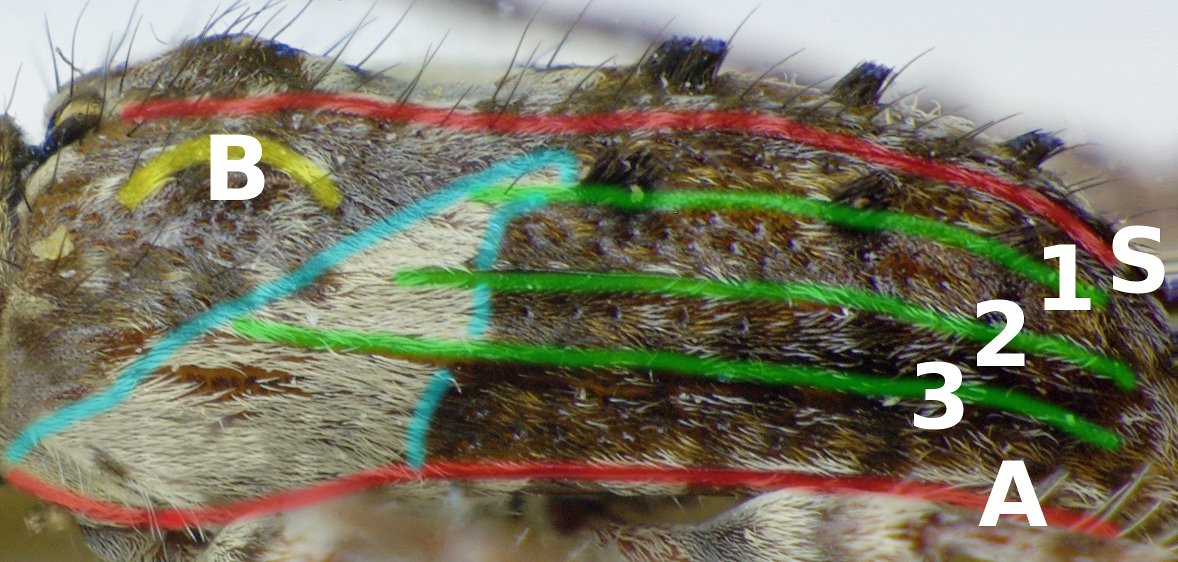
Pokrywa w widoku bocznym. A: krawędź, B: wzgórek, S: szew, 1–3: żeberka

Chrząszcz o dość krępym ciele długości od 5 do 8 mm. Głowa jest rudobrązowa do ciemnobrązowej, porośnięta przylegającym, żółtawym i białym owłosieniem oraz równomiernie rozmieszczonymi, sterczącymi szczecinkami; na ciemieniu ozdobiona dwiema płaskimi kępkami zbiegających, ciemnych i jasnych szczecinek włosowatych. Czułki są długie, ciemnobrązowe z rudobrązową i porośniętą szarymi włoskami podstawą każdego z członów. Trzeci człon jest krótszy od czwartego, ale znacznie dłuższy niż piąty. Szersze niż dłuższe przedplecze ma łaty z żółtawych i białych, przylegających włosków, a na dysku krótkie, pośrodkowe pasmo nagiego oskórka i dwa błyszczące guzki po jego bokach. Szczecinki na powierzchni przedplecza są liczne, sterczące, równomiernie rozmieszczone. Po bokach przedplecze ma parę ostrych wyrostków. Tarczka jest dwubarwna. Pokrywy są ku tyłowi zwężone, a u wierzchołka tępo ścięte, o wierzchołkowych kątach nieprzedłużonych w ząbki. Podstawa pokryw jest nakrapiana brązowym i białym owłosieniem oraz opatrzona w parę wzgórków po bokach tarczki. Przed środkiem długości znajduje się szeroka, poprzeczna, osiągająca boczną krawędź pokrywy przepaska z białego owłosienia o tylnej krawędzi prostej, odcięta z tyłu przepaską ciemnobrązową. Tył pokryw jest nakrapiany owłosieniem ciemnobrązowym, żółtobrązowym i szarym. Wzdłuż szwu i krawędzi bocznych występują naprzemienne kropki białoszare i brązowe. Na pokrywach znajdują się po trzy żeberka, z których wewnętrzne są owłosione żółtoszaro i mają od dwóch do czerech kępek pionowo sterczących, czarnych włosków po obu bokach. Powierzchnię pokryw równomiernie porastają sterczące szczecinki o długości zwykle ponaddwukrotnie większej niż owych czarnych włosków w kępkach. Odnóża mają nabrzmiałe uda oraz rudoszaro i brązowo obrączkowane golenie i stopy. Odwłok samicy ma półkolisty dołek na ostatnim z widocznych sternitów. Genitalia samca mają smuklejsze niż u P. sturanii, co najmniej dwukrotnie dłuższe niż u podstawy szerokie paramery.

## Biologia i ekologia

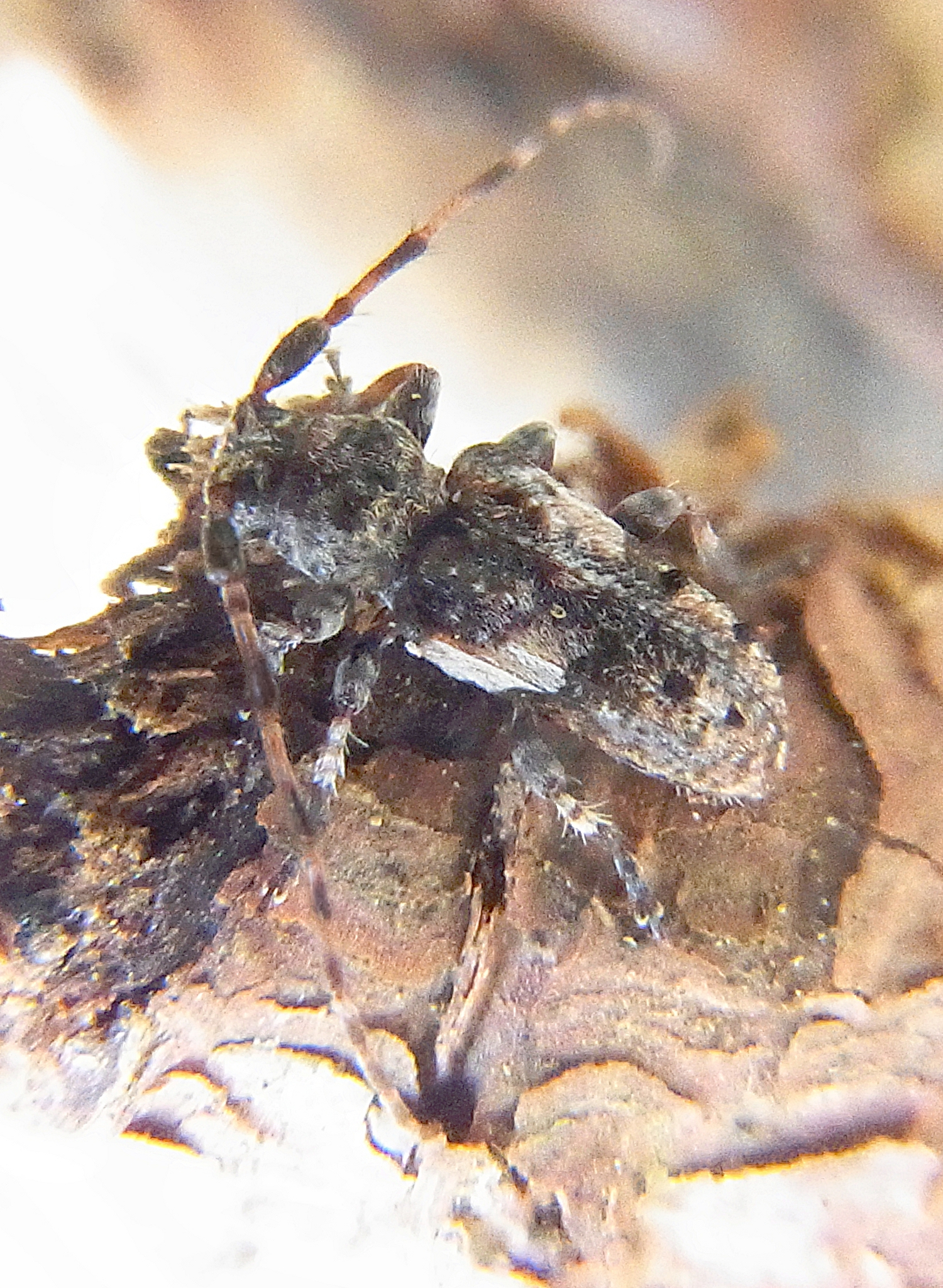
Imago na materiale lęgowym

Owad saproksyliczny, zasiedlający lasy iglaste i mieszane, rozmieszczony od nizin po górną granicę lasu w górach. Jest saproksylofagiem. Cykl rozwojowy jest dwuletni. Larwy rozwijają się pod korą cienkich, usychających lub martwych gałązek, zarówno na znajdujących się na drzewach żywych lub martwych, jak i gałązek leżących na ziemi, czy to obłamanych, czy ściętych. Chodnik w pierwszym roku drążony jest pod korą, natomiast po przezimowaniu wnika do drewna. W lipcu lub sierpniu na końcu chodnika formowana jest kolebka, w której następuje przepoczwarczenie. Stadium dorosłe zimuje w tejże kolebce lub wygryza się na zewnątrz i zimuje w ściółce. Aktywne osobniki dorosłe obserwuje się od marca lub kwietnia do października.
Kozulka ta jest polifagiem. Najczęściej rozwija się w jodłach, sosnach, świerkach i modrzewiach, ale podawana jest też z figowców i kasztanów.
Do parazytoidów tego chrząszcza należą: Blapsidotes vicinus, Bracon palpebrator, Cenocoelius analis, Cyanopterus flavator, Ephialtes manifestator, Lestricus secalis, Ontsira ignea, Ontsira imperator, Pteromalus dahlbomi, Pteromalus pogonochoeri, Rhimphoctona xoridiformis, Scambus sagax.

## Rozprzestrzenienie
Gatunek palearktyczny. Podgatunek nominatywny w Europie znany jest z Hiszpanii, Irlandii, Wielkiej Brytanii, Francji, Belgii, Holandii, Luksemburga, Niemiec, Szwajcarii, Liechtensteinu, Austrii, Włoch, Malty, Danii, Szwecji, Norwegii, Finlandii, Estonii, Łotwy, Litwy, Polski, Czech, Słowacji, Węgier, Białorusi, Ukrainy, Mołdawii, Rumunii, Bułgarii, Słowenii, Chorwacji, Bośni i Hercegowiny, Serbii, Czarnogóry, Albanii, Macedonii Północnej, Grecji i  europejskiej części Rosji, a w Azji z syberyjskiej i dalekowschodniej części Rosji, anatolijskiej części Turcji, Gruzji i Armenii, Azerbejdżanu, Kazachstanu, Mongolii, północno-wschodnich Chin i Korei Południowej. P. f. hondoensis jest endemitem Japonii.